# Constituição Havaiana de 1852

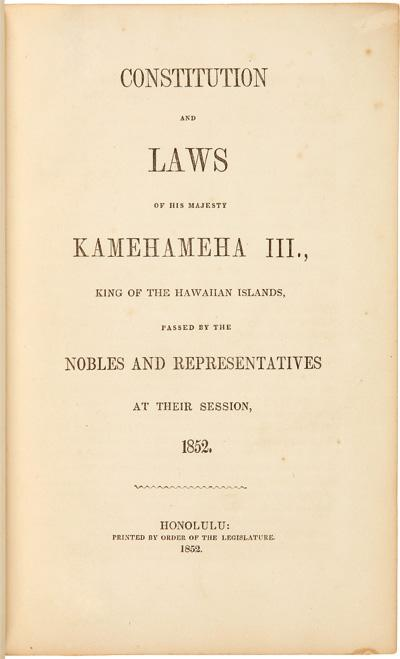
Original da Constituição Havaiana de 1852.

A Constituição Havaiana de 1852, oficialmente “Constituição do Reino Havaiano”, foi a segunda constituição escrita do Reino do Havaí. O objetivo de sua criação foi não apenas revisar, mas ampliar a Constituição Havaiana de 1840. O novo documento criou, assim, um governo mais democrático, relativamente parecido com os dos Estados Unidos e de parte da Europa.

## Contexto

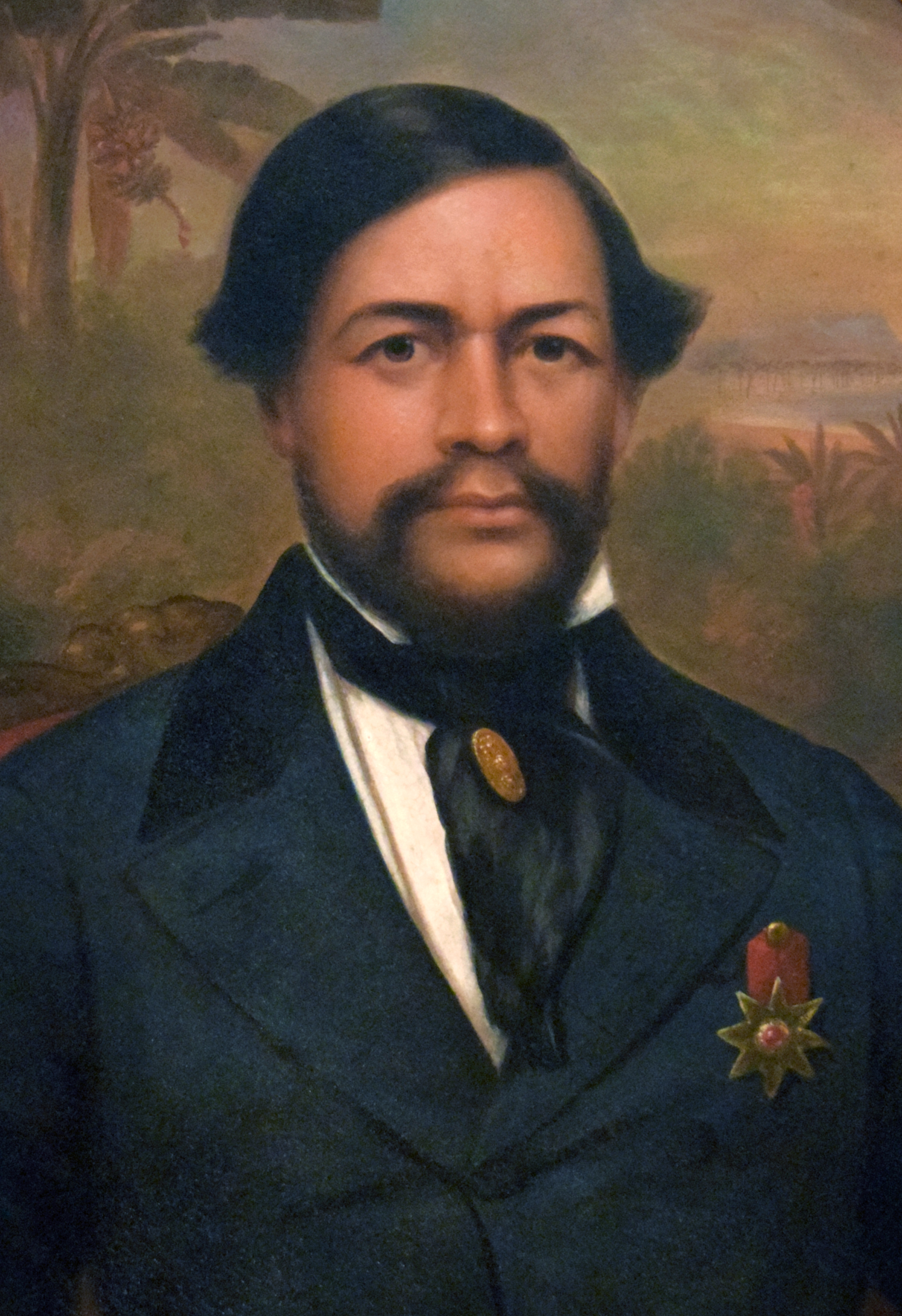
Rei Kamehameha III do Havaí.

O principal autor da Constituição Havaiana de 1852 foi o rei Kamehameha III. Ele também havia promulgado a primeira constituição do Havaí, em 1840, que criou um governo mais ocidental, com uma legislatura bicameral. Kamehameha III foi o primeiro monarca havaiano a governar como um "monarca constitucional", em vez de um monarca absoluto como seus antecessores.
A Constituição de 1840 foi a primeira constituição escrita do Reino do Havaí e foi fortemente influenciada pelos europeus e americanos que viviam nas ilhas havaianas e especialmente pelos missionários protestantes que chegaram em 1820. O documento criou duas casas, a Câmara dos Nobres e a Câmara dos Representantes. Esta primeira constituição escrita dividiu efetivamente o governo à maneira europeia, mas foi muito pouco criteriosa. Não continha nada sobre assuntos externos ou mesmo direitos civis relativos à terra e à organização das comunidades. Devido às lacunas notáveis que se tornaram evidentes na constituição existente, Kamehameha III e a Legislatura do Reino escolheram três comissários para rever o texto de 1840. Um comissário foi escolhido pelo Rei, um pela Câmara dos Nobres e um pela Câmara dos Representantes. A estes comissários foi dada a difícil tarefa de rever a constituição e, ao fazê-lo, praticamente a reescreveram.

## Princípios

Bandeira do Reino do Havaí.

A nova Constituição continha 106 seções. Este foi um grande aumento em relação aos 47 que constituíam a constituição anterior. Além disso, a versão de 1852 criou uma Declaração de Direitos muito mais específica do que a anterior. Isso ajudou a delinear claramente os direitos do povo e as prerrogativas do governo, o que resolveu a confusão deixada sem solução na edição de 1840. A nova Constituição também serviu para declarar o fim da servidão para todos os homens adultos. Também reestruturou a Câmara dos Nobres para que os membros não fossem mais determinados pela hereditariedade, mas fossem nomeados vitaliciamente pelo Rei. Os poderes delegados dos ramos Executivo, Legislativo e Judiciário do governo havaiano também foram especificados.
A Constituição Havaiana de 1852 foi dividida em sete partes:
1. Declaração de Direitos (afirmava que os havaianos eram um povo livre).
2. Forma de Governo (afirmava que o Havaí era uma monarquia constitucional).
3. Do Poder Executivo (Rei, Kuhina Nui, Conselho Privado, Ministros, Governadores).
4. Do Poder Legislativo (Casa dos Nobres e Câmara dos Representantes).
5. Do Poder Judiciário (Rei e Juízes).
6. Disposições Gerais (Direito Civil, Diplomacia, etc.).
7. Alterações à Constituição (Emendas).

A Constituição de 1852 serviu como a lei fundamental do Reino do Havaí até 1864, sendo substituída pela Constituição Havaiana de 1864. Liberalizou fortemente a estrutura do governo em comparação com a constituição anterior, introduzindo novos elementos de democracia e reduzindo a influência do monarca.

### Emenda
A seção final permitiu a alteração da constituição. Uma emenda foi proposta durante a sessão legislativa do ano de 1855, sendo ratificada em 15 de setembro de 1856. A emenda continha oito artigos e o foco principal da alteração era permitir que a legislatura se reunisse bienalmente, em vez de anualmente.